# Włodzimierz Sznajder
Włodzimierz Sznajder (ur. 14 grudnia 1903 w Koninie, zm. 23 lutego 1995) – nauczyciel, oficer Wojska Polskiego, malarz amator.

## Życiorys
Mając 10 lat został przyjęty do Szkoły Handlowej w Koninie, która mieściła się przy Dużym Rynku (obecny plac Wolności), w tak zwanym Domu Zemełki. Gdy wybuchła I wojna światowa, ojciec  Włodzimierza, urzędnik carskiej Akcyzy otrzymał nakaz ewakuacji biura Akcyzy do Rosji. Cała rodzina znalazła się w miejscowości Morszańsk w guberni Tambowskiej. Miasto posiadało gimnazjum i własny teatr. Włodzimierz dostał pracę w teatrze. Został maszynistą i pomocnikiem dekoratora. Był to jego pierwszy, znaczący kontakt z malarstwem.
Po siedmioletnim pobycie w Rosji, w 1921 rodzina wróciła do Konina. Zdał przyspieszone egzaminy gimnazjalne. Powołany do wojska, służbę w Szkole Podchorążych Rezerwy Piechoty Nr4 ukończył w stopniu plutonowego pchor.
Po otrzymaniu nominacji oficerskiej ożenił się z byłą koleżanką szkolną Marią Kukulską, nauczycielką w szkole podstawowej w Lądku. Sam pracował jako powiatowy instruktor L.O.P.P. W wojnie 1939 r. odbył w stopniu porucznika rezerwy piechoty w 68 pp, 17 DP. Ranny pod Łukowem pozostał w szpitalu polowym. W tym czasie część jego pułku skierowano do obrony Warszawy, a część dalej na wschód. Wielu oficerów tego pułku zostało zamordowanych przez Rosjan w Katyniu.  
Po wojnie zdobył uprawnienia nauczyciela wychowania plastycznego. Uczył wraz z żoną w szkole podstawowej w Lądku. Był także wizytatorem szkół pow. słupeckiego w zakresie lekcji wychowania plastycznego. W 1976 wrócił na stałe do Konina. Rozkazem MON nr 19 z dn. 23.02.1993 mianowany na stopień kapitana. 

## Twórczość
W okresie poprzedzającym powrót do Konina malował przede wszystkim martwe natury i pejzaże. Stosował techniki olejne i akwarelowe, czasem suchy pastel. W późniejszym okresie tematem jego prac stały się kwiaty. Nastąpił czas fascynacji kolorem.
W latach 80. utrwalał w swoich obrazach uliczki i domy starego Konina. Powstało wiele kartonów, wykonanych technikami graficznymi (ołówek, mazak, tusz), czasem z podmalówką akwarelową. Część tych prac jeszcze za jego życia została wydana drukiem w albumie „Mój Konin”.

## Wystawy
Udział w wystawach prac nauczycieli – plastyków, w wystawach poplenerowych oraz indywidualnych. Wystawiał w Warszawie, Poznaniu, Wrocławiu, Włocławku, Kole, Słupcy i wielokrotnie w Koninie (Dom Kultury „Klub Hutnik”, Koniński Dom Kultury, Centrum Kultury i Sztuki, Muzeum Okręgowe). 

## Publikacje
Mój Konin, Rok wydania: 1993, Wydawca: Wydział Spraw Społecznych Urzędu Wojewódzkiego w Koninie
Malowałem Konin, Rok wydania: 2014, Wydawca: Urząd Miejski, ISBN 978-83-62888-36-8

## Odznaczenia i Wyróżnienia
- Krzyż Kawalerski Orderu Odrodzenia Polski (1994)
- Złoty Krzyż Zasługi (1983)
- Medal za Udział w Wojnie Obronnej 1939 (1990)
- Złota Odznaka Związku Nauczycielstwa Polskiego (1974)
- Odznaka Honorowa za Zasługi w Rozwoju Województwa Poznańskiego (1966)
- Odznaka za Zasługi dla Miasta Konina (1982)
- Odznaka „Przyjaciel Dziecka” (1984)